# Чарлс Гродин
Чарлс Гродински (енгл. Charles Grodinsky; Питсбург, 21. април 1935 — Вилтон, 18. мај 2021), познатији као Чарлс Гродин (енгл. Charles Grodin), био је амерички –  филмски, телевизијски и позоришни глумац, углавном комедиографског жанра. Одиграо је више од 50 филмских улога. Аутор и водитељ токшоу емисија на телевизији. Најпознатији по улози Џорџа Њутна, оца породице у филму Бетовен и Џонатана Мардукаса у филму Поноћна трка.

## Филмографија
| Улоге Чарлса Гродина |                               |                              |                            |          |
| Година               | Српски назив                  | Изворни назив                | Улога                      | Напомена |
| 1968.                | Розмарина беба                | Rosemary's Baby              | доктор Хил                 |          |
| 1970.                | Квака-22                      | Catch-22                     | капетан "А-арфи А-ардварк" |          |
| 1976.                | Кинг Конг                     | King Kong                    | Фред Вилсон                |          |
| 1978.                | Небо може да чека             | Heaven Can Wait              | Тони Абот                  |          |
| 1981.                | Велика Мапет пљачка           | The Great Muppet Caper       | Ники Холидеј               |          |
| 1984.                | Жена у црвеном                | The Woman in Red             | Бади                       |          |
| 1984.                | Усамљени момак                | The Lonely Guy               | Ворен Еванс                |          |
| 1988.                | Поноћна трка                  | Midnight Run                 | Џонатан Мардукас           |          |
| 1992.                | Бетовен                       | Beethoven                    | Џорџ Њутн                  |          |
| 1993.                | Бетовен 2                     | Beethoven's 2nd              | Џорџ Њутн                  |          |
| 1993.                | Дејв                          | Dave                         | Мјуреј Блум                |          |
| 1993.                | Ожених се за убицу са секиром | So I Married an Axe Murderer | водитељ                    |          |
| 2006.                | Бивши дечко                   | The Ex                       | Боб Ковалски               |          |
| 2017.                | Комичар                       | The Comedian                 | Дик Д’Анђело               |          |